# Нільс Ерік Нільсен
Нільс Е́рік Ні́льсен (дан. Niels Erik Nielsen, 13 лютого 1924, Сігерслев, Сторе Гедінге, Зеландія, Данія — 9 листопада 1993) — данський письменник-фантаст.

## Біографічні дані, творчість
Нільс Ерік Нільсен народився в сім'ї теслі Оґе Крістіана Нільсена і Карен Нільсен.
Нільсен писав романи. На відміну від своєї дружини — письменниці Даґмар Нільсен, він не звертався до тематики щоденного життя людей і стосунків між ними й писав не про сучасність. Спільна риса його творів — фантастичне зображення різноманітних варіантів майбутнього.
Нільс Ерік Нільсен дебютував у 1950 році книжкою «Червоний туман», а 1965 року одержав стипендію від Державного мистецького Фонду.
Упродовж 1950-х років частину його ранніх оповідань опубліковано в недільному додатку газети «Дагенс нюгедер» («Dagens Nyheder»). Ілюстрував їх Теє Андерсен, відомий науково-фантастичними коміксами «Пригоди Віллі» («Willy på eventyr»).
До самого кінця життя Нільсен майже щороку видавав книжку й мав широку читацьку аудиторію.
Він був один із нечисельних данських письменників-фантастів, а також найвідомішим та найплодовитішим серед них.
Нільсенові твори забарвлені сатиричним ставленням до подій і їх розвитку. Оповідач, що все знає, подає панорамну картину суспільства й поступово відкриває перед читачами щораз нові подробиці. З самого початку він віддалений у часі від катастроф, та коли ті настають, сам стає їх свідком і вже тоді не знає майбутнього.
Письменник розвиває тему поведінки людини в несприятливих умовах. Один із провідних мотивів його творчості — це суперечність між особою і суспільством, між привілейованими людьми й позбавленими привілеїв, між природою і цивілізацією.
Часто головні дійові особи — це антигерої, яким доводиться долати свою малодушність і гуртом із незнаними істотами рятувати світ. Часто це жінки з надприродними властивостями. Незрідка серед персонажів трапляються люди з вибуховим темпераментом і хрестоматійні недоумки.
У багатьох романів Нільсена подібні складові елементи та структура. Здебільшого йдеться про чоловіка, який під час колапсу цивілізації або іншого лиха пускається в подорож, протягом якої перероджується завдяки різним випадкам і пережиттям. Як правило, його супроводжує другопланова героїня, допомагає головному героєві дійти до мети та пильнує, щоб він не збився на варварство й не зійшов з правильної дороги до мети. Ця мета іноді незрозуміла, а іноді головний персонаж вважає її недосяжним ідеалом. Майже завжди в романах Нільсена кульмінація настає у фінальній драмі, в якій помирає одна або й більше другорядних постатей. Наприклад, у романі «Зійшли два сонця» гине пес, що супроводжує головного героя. У «Переможцях» відбувається вирішальна битва, і в ній гине жінка, в яку закохався герой. У «Мечі чаклуна» майор Томмельтот убитий рукою головного героя. Герой «Спадку Каїна» втрачає своїх бойових товаришів один за одним. Прикінцева драма рідко умиротворює головного персонажа. Навпаки, він пускається в іншу подорож — цього разу в невідомому напрямку, на чому й закінчується роман.
Зрештою, варто зазначити, що Нільсен робить велику честь живим другорядним персонажам, яких згодом змушує вмирати. Ця смерть завжди невмотивована, зате вона справляє добру службу — спонукує головного героя до думок і висновків під час його пізнавальної подорожі.

## Твори
| Назва книги в оригіналі  | Рік  | Видавництво          | Жанр, тематика                                                      | Назва книги українською мовою |
| ------------------------ | ---- | -------------------- | ------------------------------------------------------------------- | ----------------------------- |
| Røde Taager              | 1950 | Gyldendal            | Роман про рідні краї                                                | Червоний туман                |
| Der Meldes Fra Sahara    | 1953 | Hasselbalchs         | Наукова фантастика i 1978                                           | Доповідь з Сахари             |
| Lykkens Smed             | 1953 | Hasselbalchs         | Роман                                                               | Коваль щастя                  |
| Det Tordner Fra Bjergene | 1954 | Hasselbalchs         | Наукова фантастика                                                  | На горі гримить               |
| Kundskabens Træ          | 1955 | Hasselbalchs         | III Світова війна у 1979-му                                         | Дерево знання                 |
| Dagen Med Smil Og Tårer  | 1956 | Hasselbalchs         | Роман                                                               | День усмішок і сліз           |
| Foran Fremtidens Tærskel | 1957 | Skrifola             | Наукова фантастика                                                  | Перед порогом майбуття        |
| Ingen Er Alene           | 1957 | Hasselbalchs         | Роман                                                               | Ніхто не є чужим              |
| Sjællands Gyldne Agre    | 1958 | Hasselbalchs         | Hjemstavnsnoveller                                                  | Золоті лани Зеландії          |
| Møllen Ved Havet         | 1959 | Hasselbalchs         | Роман                                                               | Млин біля моря                |
| Назва книги в оригіналі  | Рік  | Видавництво          | Жанр, тематика                                                      | Назва книги українською мовою |
| Byen Der Ikke Adlød      | 1960 | Hasselbalchs         | Наукова фантастика                                                  | Непокірне місто               |
| Torden Og Grønne Skove   | 1961 | Hasselbalchs         | Оповідання                                                          | Грім і зелені ліси            |
| To Sole Stod Op          | 1961 | Hasselbalchs         | III Світова війна у 1977-му                                         | Зійшли два сонця              |
| Under Vejrhanen          | 1962 | Hasselbalchs         | Оповідання                                                          | Під флюгером                  |
| Narrens Drøm             | 1963 | Hasselbalchs         | III Світова війна у 1969-му                                         | Сни дурня                     |
| Havet Har Intet Skjul    | 1963 | Hasselbalchs         | Роман про море                                                      | Море не має сховку            |
| Noget Rigtigt Tosset     | 1964 | Hasselbalchs         | Наукова фантастика                                                  | Щось справді дурне            |
| Landet De Ikke Kendte    | 1965 | Hasselbalchs         | Роман                                                               | Незнана країна                |
| Afrikas Kilder           | 1966 | Hasselbalchs         | Роман                                                               | Африканські джерела           |
| Troldmandens Sværd       | 1967 | Hasselbalchs         | Наукова фантастика                                                  | Меч чарівника                 |
| Назва книги в оригіналі  | Рік  | Видавництво          | Жанр, тематика                                                      | Назва книги українською мовою |
| Vagabondernes Planet     | 1970 | Hasselbalchs         | 2045 рік. Населення світу — вічні кочівники за кермом автомобіля    | Планета волоцюг               |
| Herskerne                | 1970 | Hasselbalchs         | Наукова фантастика                                                  | Правителі                     |
| By I Flammer             | 1971 | Gyldendal            | Роман про землетрус                                                 | Місто у вогні                 |
| Gudernes By              | 1972 | Stig Vendelkær       | Наукова фантастика                                                  | Місто богів                   |
| Vogteren                 | 1974 | Stig Vendelkær       | Наукова фантастика, 1980-ті роки                                    | Хранитель                     |
| Fæstningen I Havet       | 1975 | Vinten               | III Світова війна у 1985-му                                         | Фортеця в морі                |
| Skyggen Fra Sirius       | 1975 | Irlov-Regulus        | Наукова фантастика, 2026 рік                                        | Тінь із Сіріуса               |
| Hinsides Bjergene        | 1976 | Irlov-Regulus        | Наукова фантастика                                                  | За горами                     |
| Akerons Porte            | 1976 | Vinten               | Новий льодовиковий період                                           | Брама Ахерону                 |
| Gæsten Fra Stjernerne    | 1977 | Vinten               | Біологічна зброя масового знищення                                  | Гість із зірок                |
| Lilleputternes Oprør     | 1978 | Vinten               | III Світова війна у 1991-му                                         | Повстання ліліпутів           |
| Kains Arv                | 1979 | Vinten               | У Європі з допомогою військовиків долають імміграцію                | Спадок Каїна                  |
| Назва книги в оригіналі  | Рік  | Видавництво          | Жанр, тематика                                                      | Назва книги українською мовою |
| Krigen På Karafal        | 1981 | Vinten               | 2040 року близько 500 землян, що вижили, прибувають на чужу планету | Війна на Карафалі             |
| Stjernen Der Dansede     | 1982 | Vinten               | Озонова діра у 2002 році                                            | Зірка, що танцювала           |
| Askens Konge             | 1982 | Hernov               | 2012 рік. Людство переслідують АВЛ — автоматичні вбивці людей       | Король попелу                 |
| Mørk Stormflod           | 1983 | Hernov               | Загибель лісів у 2002—2012 роках                                    | Темний бурхливий потік        |
| Drømmerne Fra Avalon     | 1984 | Hernov               | Наслідки зміни клімату — в 2050 році                                | Сни з Авалону                 |
| Gensyn med Sirius        | 1984 | International Grafik | Наукова фантастика                                                  | Зустріч із Сіріусом           |
| I Sværdenes Skygge       | 1985 | Hernov               | III Світова війна у 1999-му                                         | Тінь мечів                    |
| Skyggekrigen             | 1986 | Hernov               | Данія у 1992-му                                                     | Тіньова війна                 |
| Awang Dybets Vulkaner    | 1987 | Hernov               | III Світова війна у 1997-му                                         | Вулкани ущелини Аванґ         |
| Raslen Med Nøgler        | 1988 | Hernov               | Катастрофічна генна інженерія у 1996-му                             | Брязкіт ключів                |
| Gartnerne Fra Orion      | 1989 | Hernov               | Іншопланетні форми життя у 2009-му                                  | Садівники з Оріона            |
| Назва книги в оригіналі  | Рік  | Видавництво          | Жанр, тематика                                                      | Назва книги українською мовою |
| Da Gaia Tav              | 1990 | Hernov               | Екологічна криза у 2038-му                                          | Гея мовчала                   |
| Sejrherrerne             | 1991 | Hernov               | Вибуття у 2384-му                                                   | Переможці                     |
| Da Fiskerne Lo           | 1992 | Hernov               | Біблійний роман часів Ісуса                                         | Коли рибалки сміялися         |
| Redningsekspeditionen    | 1994 | Hernov               | Екологічний крах у 2385-му                                          | Рятівна експедиція            |

## Видано посмертно
| Назва в оригіналі | Рік  | Видавництво             | Жанр, тематика                         | Українська назва  |
| ----------------- | ---- | ----------------------- | -------------------------------------- | ----------------- |
| Weekend på Mars   | 2011 | Science Fiction Cirklen | Науково-фантастичні оповідання, том І  | Вік-енд на Марсі  |
| Klode til salg    | 2011 | Science Fiction Cirklen | Науково-фантастичні оповідання, том II | Планета на продаж |
| Den beske magt    | 2015 | Science Fiction Cirklen | Роман, який відхилили в 1952 і 1956    | Гірка сила        |

## Зовнішні зв'язки
- Stevns Bibliotek om Niels E. Nielsen
- Українські переклади Нільса Нільсена на сайті "Аргонавти фантастики"
- Творчість Нільса Нільсена у міжнародній базі фантастики «The Internet Speculative Fiction Database»
- Творчість Нільса Нільсена в «Энциклопедия фантастики. Кто есть кто. Под ред. Вл. Гакова, 1995»
- Творчість Нільса Нільсена у фінській базі фантастики «Suomenkielisen sf-, fantasia- ja kauhukirjallisuuden bibliografia»
- Творчість Нільса Нільсена в італійській базі фантастики «Catalogo SF, Fantasy e Horror, A cura di Ernesto VEGETTI, Pino COTTOGNI ed Ermes BERTONI» (Indice Cronologico per Autore)